# Jacky June
Jacky June (eigentlich Jean-Jacques Junne, * 3. April 1924 in Brüssel; † 28. September 2012 in Braine-l’Alleud) war ein belgischer Jazzmusiker (Saxophon, Klarinette) und Bandleader.
„Jacky“ June lernte mit sechs Jahren Klavierspiel; 1943 spielte er im Orchester von Henry Van Bemst. Nach Kriegsende leitete er im Brüsseler Hotel Cosmopolite ein eigenes Orchester; ferner spielte er im Hot Club de Belgique und mit The KOT Jazzmen, aus denen in den 1960er Jahren das Jump College hervorging. 1951 trat er mit Roy Eldridge auf, in den 1950er Jahren häufig im Jazzclub La Rose Noire. June, der sich stilistisch an Sidney Bechet und Benny Carter orientierte, ist auch auf Privataufnahmen mit Sidney Bechet, René Thomas, Jean Blaton, Peanuts Holland, Don Byas und Léon Demeuldre dokumentiert. 1965 und wohl auch 1967 und 1971 nahm er mit dem Jump College Orchestra auf, mit dem er auch international auftrat.

## Lexikalischer Eintrag
- Marianne Klaric, Emile Henceval: Dictionnaire du jazz à Bruxelles et en Wallonie, Lüttich 1991, S. 182.